# Statele Venezuelei

Harta politică a Venezuelei cu zona revendicată de la Guyana cu culoarea roz.

Venezuela este formată din 23 state (estados), un District federal și Dependențele federale (Dependencias Federales), ultimele constând într-un număr de insule aflate în apele teritoriale ale Venezuelei.
Venezuela revendică de la Guyana statul Guyana Esequiba reprezentat mai sus pe hartă.
Înainte de Războiul Federal (1859-1863), Venezuela a fost împărțită în provincii și nu în state, cum este situația actuală. S-a presupus, că forțele victorioase vor acorda o mai mare autonomie statelor, dar acest lucru nu s-a implementat.
Între anii 1863 și începutul anilor 1900 au fost numeroase modificări teritoriale, incluzând unirea și separarea unor state. Din acest motiv până în anii 1990 statele au fost lăsate neschimbate. În ultimii ani au fost create trei noi state: Delta Amacuro (1991), Amazonas (1994) și Vargas (1998).
Mai jos sunt reprezentate cele 23 de state ale Venezuelei.
| Drapel | Stemă | Nume Stat     | Capitală               | Populație (2010 est.) | Suprafața   | Regiunea             | Localizare |
| ------ | ----- | ------------- | ---------------------- | --------------------- | ----------- | -------------------- | ---------- |
|        |       | Amazonas      | Puerto Ayacucho        | 142,200               | 180,145 km² | Guayana              |            |
|        |       | Anzoátegui    | Barcelona              | 1,654,900             | 43,300 km²  | Nor - Oriental       |            |
|        |       | Apure         | San Fernando de Apure  | 499,900               | 76,500 km²  | Llanos               |            |
|        |       | Aragua        | Maracay                | 1,665,200             | 7,014 km²   | Central              |            |
|        |       | Barinas       | Barinas                | 756,600               | 35,200 km²  | Andean               |            |
|        |       | Bolívar       | Ciudad Bolívar         | 1,852,800             | 238,000 km² | Guayana              |            |
|        |       | Carabobo      | Valencia               | 2,531,000             | 4,650 km²   | Central              |            |
|        |       | Cojedes       | San Carlos             | 340,300               | 14,800 km²  | Central              |            |
|        |       | Delta Amacuro | Tucupita               | 159,700               | 40,200 km²  | Guayana              |            |
|        |       | Falcón        | Coro                   | 961,500               | 24,800 km²  | Central - Occidental |            |
|        |       | Guárico       | San Juan De Los Morros | 745,100               | 64,986 km²  | Llanos               |            |
|        |       | Lara          | Barquisimeto           | 1,999,100             | 19,800 km²  | Central - Occidental |            |
|        |       | Mérida        | Mérida                 | 895,800               | 11,300 km²  | Andean               |            |
|        |       | Miranda       | Los Teques             | 3,010,900             | 7,950 km²   | Capital              |            |
|        |       | Monagas       | Maturín                | 999,300               | 28,930 km²  | Nor - Oriental       |            |
|        |       | Nueva Esparta | La Asunción            | 508,900               | 1,150 km²   | Insular              |            |
|        |       | Portuguesa    | Guanare                | 919,400               | 15,200 km²  | Central - Occidental |            |
|        |       | Sucre         | Cumaná                 | 945,600               | 11,800 km²  | Nor - Oriental       |            |
|        |       | Táchira       | San Cristóbal          | 1,225,300             | 11,100 km²  | Andean               |            |
|        |       | Trujillo      | Trujillo               | 747,400               | 7,400 km²   | Andean               |            |
|        |       | Vargas        | La Güaira              | 337,900               | 1,496 km²   | Capital              |            |
|        |       | Yaracuy       | San Felipe             | 640,700               | 7,100 km²   | Central - Occidental |            |
|        |       | Zulia         | Maracaibo              | 4,020,200             | 63,100 km²  | Zulian               |            |

## Zone cu statut special
| Drapel | Stemă | Nume Stat           | Capitală   | Populația (2007 est.) | Suprafața | Regiune             | Hartă |
| ------ | ----- | ------------------- | ---------- | --------------------- | --------- | ------------------- | ----- |
|        |       | Districtul federal  | Caracas    | 2.085.500             | 433 km²   | Capitala            |       |
|        |       | Dependențe federale | Los Roques | 15.420                | 342 km²   | Dependențe Federale |       |